# Stora Nassa
Stora Nassa ou Storskärgården est un groupe d'îles qui constitue une réserve naturelle et fait partie de l'archipel de Stockholm dans le comté de Stockholm en Suède,,.

## Géographie
Le groupe d'îles fait partie de la commune de Värmdö à environ 15 kilomètres à l'est de Möja.
La réserve naturelle de Stora Nassa est une réserve naturelle marine et se compose d'environ 400 îles et récifs.
L'ensemble de Stora Nassa, à l'exception d'une partie de Stora Bonden, est une réserve naturelle. 
Plusieurs îles sont également des zones de protection des oiseaux avec une interdiction de débarquement du 1er février au 15 août. La réserve est protégée depuis 1965, sa superficie est de 2 945 hectares, dont 280 hectares de terres.
La zone comprend un grand nombre d'îles plus petites avec une extension dans la direction nord-sud d'un peu plus de 6 kilomètres et de 3 kilomètres dans la direction ouest-est.
La plus grande île, Stora Bonden, a une longueur nord-sud d'environ 950 mètres avec une largeur maximale d'environ 450 mètres. 
Les îles sont hautes et montagneuses. 
L'île la plus longue est Jungfruskär, directement au nord de Stora Bonden, avec une longueur nord-sud d'environ 1 100 mètres et une largeur maximale d'environ 350 mètres.

## Faune et flore
Sur les plus grandes îles poussent des bouleaux et de la bruyère. 
Les petits rochers sont souvent recouverts de petits genévriers rampants.
À Stora Bonden, il y a des vestiges d'anciennes terres agricoles avec des traces, entre autres, de prairies de fauche et d'arbres abattus. Dans les prairies humides, on trouve des plantes telles que l'orchis incarnat, l'hierochloe, les lychnis fleur de coucou et le lin purgatif.
Parmi les mammifères de la région, on peut citer une population sauvage issue d'un croisement entre le mouflon et le mouton.

## Galerie

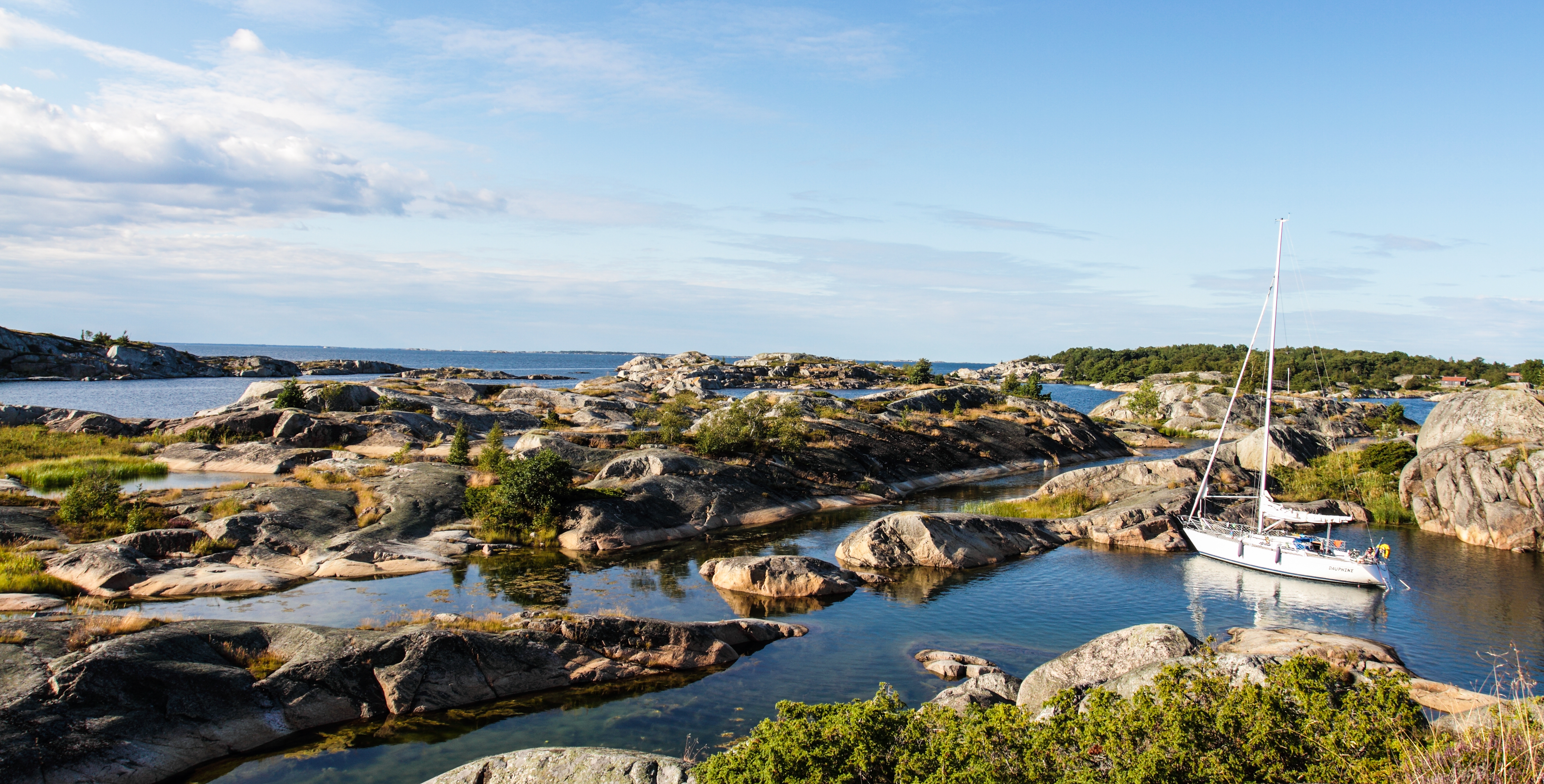
Stora Nassa.
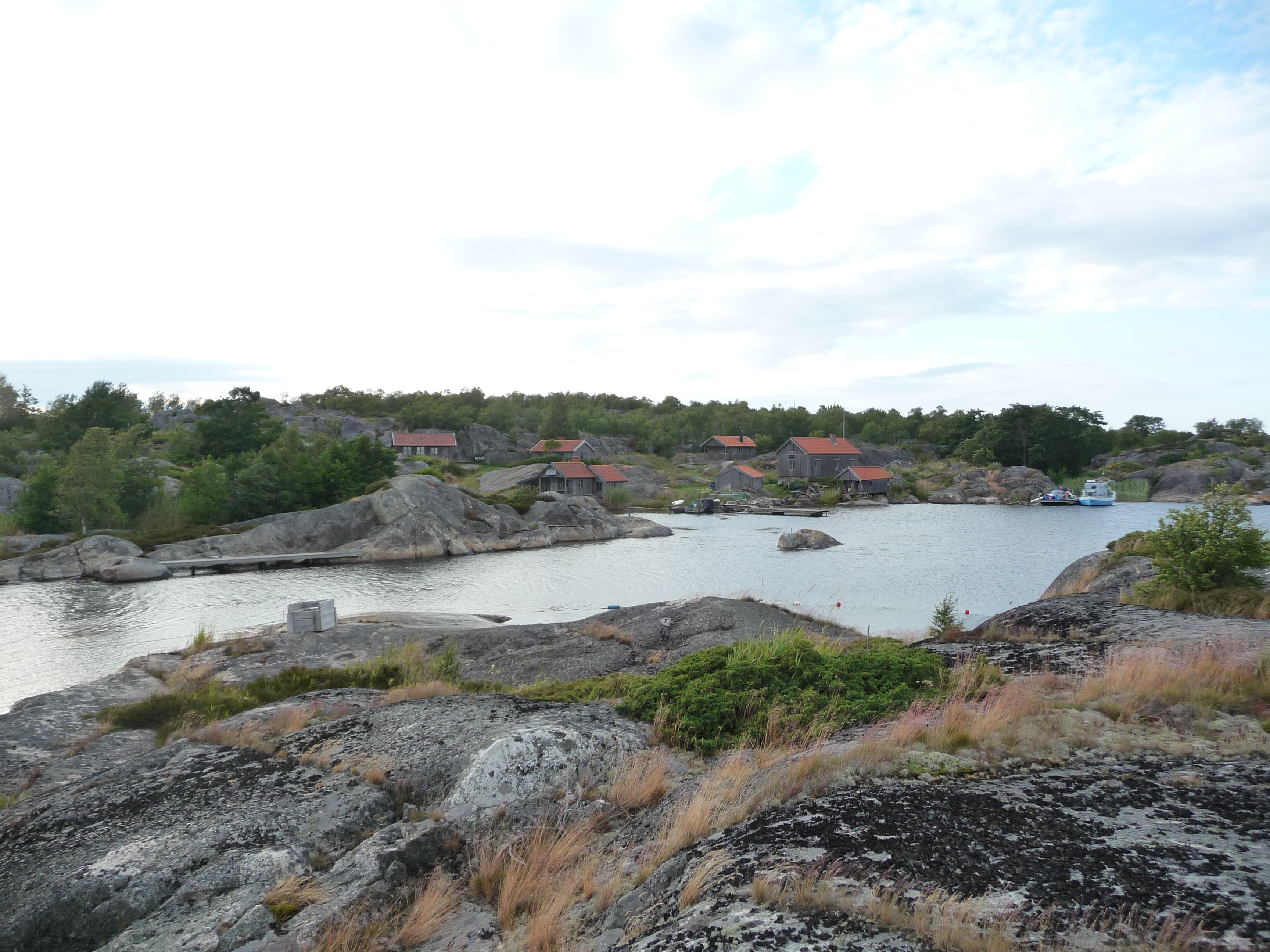
Stora Bonden.